# Nouveau Calabar (fleuve)
Le Nouveau Calabar est un fleuve de l'État de Rivers, au Nigéria, dans le delta du Niger. Le royaume de Kalabari tire son nom de ce fleuve.

## Source
- (en) Cet article est partiellement ou en totalité issu de l’article de Wikipédia en anglais intitulé « New Calabar River » (voir la liste des auteurs).